# Rendiment de producte de fissió
La fissió nuclear divideix un nucli pesat com l'urani o el plutoni en dos nuclis més lleugers, que s'anomenen productes de fissió. El rendiment es refereix a la fracció d'un producte de fissió produïda per fissió.
1. Isòtop individual
2. Element químic que abasta diversos isòtops de diferent nombre de massa però del mateix nombre atòmic.
3. Nuclis d'un nombre de massa donat independentment del nombre atòmic. Coneguda com a "rendiment de la cadena" perquè representa una cadena de decadència de desintegració beta.

Productes de fissió en massa per a la fissió de neutrons tèrmics de l'U-235, Pu-239, una combinació dels dos típics dels reactors nuclears actuals, i l'U-233 utilitzats en el cicle del combustible del tori

Els rendiments d'isòtops i d'elements canviaran a mesura que els productes de fissió experimenten una desintegració beta, mentre que els rendiments de la cadena no canvien després de completar l'emissió de neutrons per uns pocs productes de fissió inicials rics en neutrons (neutrons retardats), amb la vida mitjana mesurada en segons.
Uns quants isòtops es poden produir directament per fissió, però no per desintegració beta perquè el precursor amb el número atòmic un més gran és estable i no decau. Els rendiments de la cadena no tenen en compte aquests isòtops "a l'ombra"; tanmateix, tenen rendiments molt baixos (menys d'una milionèsima part dels productes de fissió comuns) perquè són molt menys rics en neutrons que els nuclis pesats originals.

El rendiment s'indica normalment com a percentatge per fissió, de manera que els percentatges de rendiment total sumen el 200%. Amb menys freqüència, s'indica com a percentatge de tots els productes de fissió, de manera que els percentatges sumen el 100%. La fissió ternaria, al voltant del 0,2-0,4% de les fissions, també produeix un tercer nucli lleuger com l'heli-4 (90%) o el triti (7%).
| Nucli       | t1⁄2  | Rendiment | Energia de desintegració | Mode de desintegració |
|             | (Ma)  | (%)       | (keV)                    |                       |
| ----------- | ----- | --------- | ------------------------ | --------------------- |
| 99Tc        | 0.211 | 6.1385    | 294                      | β                     |
| 126Sn       | 0.230 | 0.1084    | 4050                     | βγ                    |
| 79Se        | 0.327 | 0.0447    | 151                      | β                     |
| 93Zr        | 1.53  | 5.4575    | 91                       | βγ                    |
| 135Cs       | 2.3   | 6.9110    | 269                      | β                     |
| 107Pd       | 6.5   | 1.2499    | 33                       | β                     |
| 129I        | 15.7  | 0.8410    | 194                      | βγ                    |
| 1. 2. 3. 4. |       |           |                          |                       |

## Corba de massa vs rendiment
Si es dibuixa un gràfic de la massa o el rendiment molar dels productes de fissió contra el nombre atòmic dels fragments, llavors té dos pics, un a l'àrea de zirconi fins a pal·ladi i un altre de xenó fins a neodimi. Això es deu al fet que l'esdeveniment de fissió fa que el nucli es divideixi d'una manera asimètrica, ja que els nuclis més propers als números màgics són més estables.

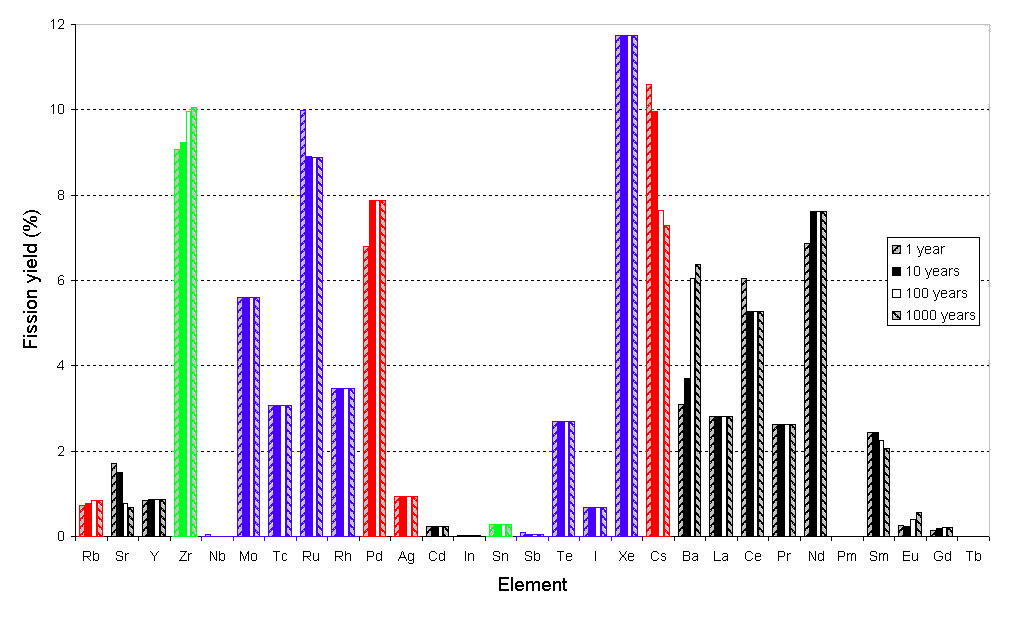
Rendiment vs Z. Els colors indiquen la volatilitat del fluor, que és important en el reprocessament nuclear : els elements blaus tenen fluorurs volàtils o ja són volàtils; els elements verds no tenen però clorurs volàtils; els elements vermells no en tenen, però els elements en si són volàtils a temperatures molt altes. Rendiments als 10 ^{0,1,2,3} anys després de la fissió, sense considerar la captura posterior de neutrons, fracció del 100% no del 200%. Desintegració beta Kr-85 → Rb, Sr-90 → Zr, Ru-106 → Pd, Sb-125 → Te, Cs-137 → Ba, Ce-144 → Nd, Sm-151 → Eu, Eu-155 → Gd visible.

Rendiment vs. Z - Aquesta és una distribució típica per a la fissió de l'urani. Tingueu en compte que en els càlculs utilitzats per fer aquest gràfic es va ignorar l'activació dels productes de fissió i es va suposar que la fissió es va produir en un sol moment en lloc d'un període. En aquest gràfic de barres es mostren els resultats per a diferents temps de refredament (temps després de la fissió).
A causa de l'estabilitat dels nuclis amb nombres parells de protons i/o neutrons, la corba de rendiment contra l'element no és una corba suau. Acostuma a alternar-se.
En general, com més gran és l'energia de l'estat que pateix la fissió nuclear, més probable és una fissió simètrica, per tant, a mesura que augmenta l'energia dels neutrons i/o augmenta l'energia de l'àtom fissil, la vall entre els dos cims es fa més poc profunda; per exemple, la corba de rendiment contra massa del Pu-239 té una vall més poc profunda que l'observada per a l'U-235, quan els neutrons són neutrons tèrmics. Les corbes per a la fissió dels actínids posteriors tendeixen a fer valls encara més poc profundes. En casos extrems com 259Fm, només es veu un pic.
El rendiment normalment s'expressa en relació al nombre de nuclis de fissió, no al nombre de nuclis de productes de fissió, és a dir, els rendiments haurien de sumar el 200%.